# Pierre Bosson
Pour les articles homonymes, voir Bosson.
 Pierre Anatole Bosson  (Anderlecht, 4 avril 1910 - Mauthausen, 22 juillet 1942) est  un homme politique bruxellois, membre du Parti communiste de Belgique.
Pierre Bosson a grandi dans le quartier populaire bruxellois de la rue Rempart des Moines, il est ouvrier sertisseur-joaillier. Il rejoint très jeune  le PCB et est élève à l’École léniniste internationale à Moscou. Pierre Bosson fut l’un des principaux dirigeants des Jeunesses Communistes de Belgique et œuvra notamment à l’éphémère rapprochement entre la Jeune Garde Socialiste composante du Parti ouvrier belge et la JC au sein de la Jeune Garde socialiste unifiée (1936-1939).
Membre du comité central et du bureau politique du Parti, Pierre Bosson devient le 27 octobre 1936, à la suite du décès de Joseph Jacquemotte, député de l’arrondissement de Bruxelles, il est ainsi le plus jeune parlementaire de Belgique, il siègera jusqu’aux élections législatives de 1939. En octobre 1938, il est élu conseiller communal de Bruxelles.
Actif au sein du Parti communiste clandestin, Pierre Bosson fonde en février 1941 avec Félix Coenen la version clandestine du journal Le Drapeau rouge. Ayant échappé aux arrestations ayant précédé l’attaque de l’URSS par les troupes allemandes, Pierre Bosson occupe un rôle important dans les structures clandestines communistes, vivant caché et sous une fausse identité, il est malheureusement arrêté à Jette le 4 octobre 1941.
Déporté en Allemagne, Pierre Bosson meurt à l’âge de 32 ans au camp de concentration de Mauthausen le 22 juillet 1942.

## Sources
- Site du Centre des Archives communistes en Belgique (CArCoB)
- Le Maitron en ligne